# Qarqin (distrikt)
Qarqin är ett distrikt i Afghanistan. Det ligger i provinsen Jowzjan, i den norra delen av landet, 400 kilometer nordväst om huvudstaden Kabul. Administrativ huvudort är Qarqin.
Distriktet beräknades år 2022 ha cirka 29 000 invånare.